# حميد ميدو
حميد درويش ميدو (ولد في 3 يونيو 1993 في حلب، سوريا) لاعب كرة قدم دولي سوري يجيد اللعب في مركز الوسط المحوري وبدرجة أقل الظهير الأيسر والجناح الأيسر. يلعب حاليا لصالح السيب الذي ينافس في دوري المحترفين العماني منذ 2022. وقام عمل لواط مع شادي حلوة وعرفت مرته وطلبت طلاق وشلحته بيت بل فرقان

## المسيرة الرياضية

### الأندية
نشأ ميدو في الاتحاد السوري. تم تصعيده للفريق الأول (الدرجة الممتازة) في عام 2011. في موسمه الأول 2011-2012 وفي بطولة الدوري السوري الممتاز ساهم ميدو في احتلال الاتحاد المركز الخامس في المجموعة الثانية برصيد سبع نقاط وبالتالي انتقل للعب في الدوري السباعي لتفادي الهبوط حيث احتل في نهاية المطاف المركز الثالث برصيد 17 نقطة بفارق نقطتين اثنتين عن منطقة الهبوط. وفي بطولة كأس الاتحاد الآسيوي اكتفى باحتلال المركز الرابع والأخير في المجموعة الأولى برصيد 4 نقاط بفارق 6 نقاط عن صاحب المركز الثاني السويق العماني المؤهل إلى الدور الثمن النهائي.
في موسمه الثاني 2012-2013 وفي بطولة الدوري الممتاز وفي بطولة الدوري الممتاز ساهم ميدو في احتلال الاتحاد المركز الخامس في المجموعة الثانية برصيد 21 نقطة وبالتالي فشل في التأهل إلى الدوري الرباعي لتحديد البطل.
في 1 مارس 2013 انتقل ميدو من الاتحاد إلى الميناء العراقي (الدرجة الممتازة) بنظام الإعارة مقابل 20 ألف دولار أمريكي. في موسمه الأول 2012-2013 وفي بطولة الدوري العراقي الممتاز ساهم ميدو في احتلال الميناء المركز الثامن برصيد 52 نقطة بفارق 20 نقطة عن البطل الشرطة.
في 23 سبتمبر 2013 انتقل ميدو من الاتحاد إلى الميناء العراقي (الدرجة الممتازة) بصفة نهائية مقابل 25 ألف دولار على أن يتعهد ميدو بعدم اللعب في سوريا إلا للاتحاد. في موسمه الثاني 2013-2014 وفي بطولة الدوري الممتاز وبعد مرور 23 جولة ساهم ميدو في احتلال الميناء المركز الحادي عشر برصيد 28 نقطة وقرر الاتحاد العراقي لكرة القدم بعدها انهاء بطولة الدوري وليس إلغاؤه مع إعتماد الموقف الأخير لترتيب الفرق ليوم 18 يونيو 2014 على أنه الترتيب النهائي لفرق بطولة الدوري. كما تقرر إلغاء هبوط أي فريق لدوري الدرجة الأولى مع صعود أربع فرق لبطولة الدوري للموسم التالي ليكون عدد الفرق 20 فريق.
في موسمه الثالث والأخير 2014-2015 وفي بطولة الدوري الممتاز ساهم ميدو في احتلال الميناء المركز الثاني في المجموعة الثانية برصيد 25 نقطة وبالتالي تأهل إلى الدور الثاني حيث احتل المركز الثاني في المجموعة الثانية برصيد 10 نقاط بفارق الأهداف عن المتصدر القوة الجوية وبالتالي تأهل للدور التالي لتحديد صاحب المركز الثالث وقرر بعدها عدم خوض المباراة وبالتالي اعتباره خاسرا من الشرطة 0-3.
في 1 يوليو 2015 انتقل ميدو من الميناء إلى القوة الجوية العراقي (الدرجة الممتازة) في صفقة انتقال حر. في موسمه الأول 2015-2016 وفي بطولة الدوري الممتاز ساهم ميدو في تصدر القوة الجوية للمجموعة الثانية برصيد 33 نقطة وبالتالي التأهل إلى الدوري الثماني لتحديد البطل حيث احتل في نهاية المطاف المركز الرابع برصيد تسع نقاط بفارق ست نقاط عن البطل الزوراء. وفي بطولة كأس العراق ساهم في تتويج القوة الجوية بالبطولة بعدما تغلب في المباراة النهائية على الزوراء 2-0 ليحقق ميدو أولى بطولاته الشخصية. وفي بطولة كأس الاتحاد الآسيوي ساهم ميدو في تتويج القوة الجوية بالبطولة بعدما تغلب في المباراة النهائية على بنغالورو الهندي 1-0 ليحقق ميدو ثاني بطولاته الشخصية.
في موسمه الثاني 2016-2017 وفي بداية الموسم ألغيت بطولة كأس السوبر العراقي الذي كان من المفترض أن يجمع بين فريقه القوة الجوية والزوراء. في بطولة الدوري الممتاز ساهم ميدو في حصد القوة الجوية تسعة عشرة نقطة في ثماني مباريات.
في 1 يناير 2017 انتقل ميدو من القوة الجوية إلى التضامن الكويتي (الدرجة الممتازة) في صفقة انتقال حر. في موسمه الأول 2016-2017 وفي بطولة الدوري التصنيفي ساهم ميدو في احتلال التضامن المركز الثامن برصيد 39 نقطة وبالتالي اللعب في الدوري الممتاز في الموسم التالي وذلك بفارق نقطة واحدة عن صاحب المركز التاسع الفحيحيل الذي انتقل للعب في بطولة دوري الدرجة الثانية في الموسم التالي. وفي بطولة كأس الأمير ساهم في احتلال التضامن المركز الثاني في المجموعة الأولى برصيد 16 نقطة وبالتالي التأهل إلى الدور النصف النهائي حيث خسر من كاظمة 0-1.
في 26 يوليو 2017 انتقل ميدو من التضامن إلى الكويت الكويتي (الدرجة الممتازة في صفقة انتقال حر. في موسمه الأول 2017-2018 وفي بطولة كأس السوبر الكويتي ساهم ميدو في تتويج الكويت بالبطولة بعدما تغلب على القادسية بركلات الترجيح ليحقق ميدو ثالث بطولاته الشخصية. وفي بطولة الدوري الممتاز ساهم في تتويج الكويت بالبطولة بعدما تصدر الترتيب برصيد 49 نقطة بفارق 16 نقطة عن وصيفه القادسية ليحقق ميدو رابع بطولاته الشخصية. وفي بطولة كأس الأمير ساهم في تتويج الكويت بالبطولة بعدما تغلب في المباراة النهائية على العربي بثلاثية نظيفة ليحقق ميدو خامس بطولاته الشخصية. وفي بطولة كأس ولي العهد ساهم في وصول الكويت إلى المباراة النهائية حيث خسر من القادسية بركلات الترجيح. وفي بطولة كأس الاتحاد الكويتي اكتفى الكويت باحتلال المركز الثاني في المجموعة الثالثة برصيد 7 نقاط وبالتالي الفشل في التأهل إلى الدور النصف النهائي.
في موسمه الثاني والأخير 2017-2018 وفي بطولة كأس السوبر الكويتية فقد الكويت لقبه بعدما خسر من القادسية 1-2.وفي بطولة الدوري الممتاز ساهم ميدو في احتفاظ الكويت بلقبه بعدما تصدر الترتيب برصيد 42 نقطة بفارق 6 نقاط عن وصيفه القادسية ليحقق ميدو سادس بطولاته الشخصية. وفي بطولة كأس الأمير ساهم في تتويج الكويت بالبطولة بعدما تغلب في المباراة النهائية على القادسية بهدفين نظيفين ليحقق ميدو سابع بطولاته الشخصية. وفي بطولة كأس ولي العهد ساهم في تتويج الكويت بالبطولة بعدما تغلب في المباراة النهائية على القادسية بهدف نظيف ليحقق ميدو ثامن بطولاته الشخصية. وفي بطولة كأس الاتحاد الكويتي اكتفى الكويت باحتلال المركز الرابع في المجموعة الأولى برصيد 10 نقاط بفارق 3 نقاط عن صاحب المركز الثاني المؤهل إلى الدور النصف النهائي. وفي بطولة كأس العرب للأندية الأبطال خرج الكويت من المرحلة الأولى عندما خسر من الزمالك المصري بركلات الترجيح بعد تعادلهما 2-2 في مجموع المباراتين. وفي بطولة دوري أبطال آسيا ساهم في فوز الكويت على الوحدات الأردني 3-2 في الدور التمهيدي الأول ثم خسر من ذوب آهن أصفهان الإيراني 0-1 في الدور التمهيدي الثاني لينتقل للعب في بطولة كأس الاتحاد الآسيوي حيث ساهم في احتلال الكويت المركز الثاني في المجموعة الثانية برصيد 10 نقاط وبالتالي فشل في التأهل إلى الدور الربع النهائي كأفضل صاحب مركز ثاني وذلك بعد تفوق الجيش السوري عليه في قلة البطاقات الصفراء والحمراء.
في 1 يوليو 2019 انتقل ميدو من الكويت إلى الجيش السوري (الدرجة الممتازة) في صفقة انتقال حر. وتبلغ قيمة العقد 200 ألف دولار. في موسمه الأول 2019-2020 وفي بطولة كأس السوبر السوري ساهم ميدو في تتويج الجيش بالبطولة بعدما تغلب على الوثبة 2-0 ليحقق ميدو تاسع بطولاته الشخصية. وفي بطولة الدوري الممتاز ساهم في حصد الجيش 3 نقاط في 3 مباريات. وفي بطولة كأس العرب للأندية الأبطال خرج الجيش من المرحلة الأولى عندما خسر في الدور 32 من نواذيبو الموريتاني 1-2 في مجموعة المباراتين.
في 1 نوفمبر 2019 انتقل ميدو من الجيش إلى الشمال القطري (الدرجة الثانية) في صفقة انتقال حر وذلك بعدما دفع ميدو قيمة فسخ العقد الجزائي للاتحاد. في موسمه الأول 2019-2020 وفي دوري الدرجة الثانية القطري ساهم ميدو في احتلال الشمال المركز الرابع برصيد 27 نقطة بفارق 4 نقاط عن صاحب المركز الثاني المرخية الذي تأهل للعب في ملحق الصعود. وفي بطولة كأس الدرجة الثانية القطري ساهم في وصول الشمال إلى الدور النصف النهائي حيث خسر من المرخية 0-1. وفي بطولة كأس الأمير (قطر) خرج الشمال من مباراته الأولى عندما خسر من مسيمير 0-1.
في 25 أغسطس 2020 انتقل ميدو من الشمال إلى الوحدة السوري (الدرجة الممتازة) في صفقة انتقال حر. في موسمه الأول 2020-2021 وفي بطولة كأس السوبر السوري ساهم ميدو في تتويج الوحدة بالبطولة بعدما تغلب على تشرين 2-1. وفي بطولة الدوري الممتاز ساهم في احتلال الوحدة المركز الرابع برصيد 47 نقطة بفارق 12 نقطة عن البطل تشرين. وفي بطولة كأس سوريا ساهم في وصول الوحدة إلى الدور الربع النهائي عندما خسر من الاتحاد بركلات الترجيح. وفي بطولة كأس الاتحاد الآسيوي ساهم في احتلال الوحدة المركز الثاني في المجموعة الأولى برصيد نقطتين وبالتالي فشل في التأهل إلى الدور الربع النهائي كأفضل صاحب مركز ثاني بفارق الأهداف عن السلط الأردني.
في 1 يوليو 2021 انتقل ميدو من الوحدة إلى البديع البحريني (الدرجة الممتازة) في صفقة انتقال حر. في الدوري الممتاز ساهم ميدو في جمع البديع 5 نقاط من 10 مباريات ليحتل فريقه المركز العاشر الأخير بفارق 4 نقاط عن منطقة الأمان. في بطولة كأس ملك البحرين خرج البديع من مباراته الأولى عندما خسر من الخالدية 2-5 بركلات الترجيح في الدور الثمن النهائي. وفي بطولة كأس الاتحاد البحريني ساهم في تصدر فريقه المجموعة الأولى برصيد 7 نقاط من 3 مباريات وبالتالي إلى الدور النصف النهائي.
في 25 يناير 2022 انتقل ميدو من البديع إلى نادي السيب|السيب العماني (الدرجة الممتازة) في صفقة انتقال حر.

### المنتخبات
في 21 نوفمبر 2011 أرسل الاتحاد الإماراتي لكرة القدم بتوقيع أمين سره يوسف عبد الله إلى أمين سر الاتحاد الآسيوي أليكس سوساي مستندات لوقائع التزوير التي ارتكبها المنتخب السوري في تصفيات كأس آسيا للشباب وخاصة بشأن مشاركة حميد ميدو في تصفيات 2008 وهو ما نفاه حسام السيد مدرب شباب سوريا بأن حميد ميدو لم يشارك في تصفيات 2008 والذي شارك هو شقيقه محمد ميدو ولذلك جاء طلب لجنة الانضباط في الاتحاد الآسيوي لكرة القدم لمشاهدة اللاعبين معا للتأكد بأنهما لاعبين وليس لاعب واحد. وقال مدرب منتخب سوريا للشباب حسام السيد:
في 24 نوفمبر رافق الدكتور إبراهيم أب زيد رئيس اللجنة المؤقتة للاتحاد السوري لكرة القدم وسامر ضيا أمين سر اللجنة اللاعبان الشقيقان محمد ميدو وحميد ميدو وذلك لمشاهدتهما معا أمام لجنة الانضباط في الاتحاد الآسيوي للتأكد من أنهما اثنان وليسا لاعبا واحدا كما ادعى الجهاز الإداري للمنتخبين اللبناني والإماراتي في التصفيات الآسيوية التي أقيمت في الفجيرة الإماراتية الشهر الفائت.
في 26 نوفمبر طمأنت لجنة الانضباط في الاتحاد الآسيوي إبراهيم أبا زيد رئيس الاتحاد السوري (المؤقت) على برائة السوريين من تهمة تزوير أعمار لاعبي منتخب الشباب الذي تصدر مجموعته بالعلامة الكاملة وجاء ذلك عقب أن رأى أعضاء اللجنة الأخوين محمد وحميد ميدو يوم الخميس السابق في العاصمة الماليزية كوالالمبور وتأكد الأعضاء أن اللاعبين المذكورين ليسا لاعب واحد كما أدعى الجهازين الإدارييين لمنتخبي الإمارات ولبنان.
شارك ميدو مع سوريا تحت 23 سنة في بطولة آسيا تحت 23 سنة لكرة القدم 2016 التي أقيمت في قطر حيث وقع سوريا في المجموعة الأولى ولعب ميدو جميع مباريات دور المجموعات (الفوز على الصين 3-1 والخسارة من المستضيف قطر 2-4 وإيران 0-2) وساهم في احتلال سوريا المركز الثالث برصيد 3 نقاط بفارق 3 نقاط عن صاحب المركز الثاني إيران الذي تأهل إلى الدور الربع النهائي.
في 13 ديسمبر 2012 شارك ميدو في أول مباراة دولية له مع سوريا وكانت أمام العراق في أولى مباريات سوريا في بطولة اتحاد غرب آسيا لكرة القدم 2012 وانتهت بالتعادل 1-1 ثم شارك في فوز سوريا على الأردن 2-1 ليساهم في احتلال سوريا المركز الأول في المجموعة الثالثة برصيد 4 نقاط ليتأهل إلى الدور النصف النهائي حيث فاز سوريا على البحرين بركلات الترجيح ليتأهل إلى المباراة النهائية حيث ساهم ميدو في تتويج ميدو بالبطولة بعدما تغلب على العراق بهدف نظيف ليحقق ميدو بطولته الدولية الوحيدة مع المنتخب.
في تصفيات كأس آسيا 2015 شارك ميدو وفي المجموعة الأولى ساهم ميدو في حصد سوريا 4 نقاط عبر الفوز على سنغافورة 4-0 والتعادل مع الأردن 1-1 مقابل 4 خسائر من عمان مرتين 0-1 والأردن 1-2 وسنغافورة 1-2 ليحتل المركز الثالث بفارق 8 نقاط عن صاحب المركز الثاني الأردن الذي تأهل إلى نهائيات البطولة.
وفي تصفيات كأس العالم 2018 – آسيا المرحلة الثانية شارك ميدو في مباراتين من أصل 8 مباريات وكانتا أمام اليابان 0-3 وأفغانستان 5-2 ليساهم في احتلال سوريا المركز الثاني في المجموعة الخامسة برصيد 18 نقطة ليتأهل إلى المرحلة الثالثة ونهائيات بطولة كأس آسيا 2019. في المرحلة الثالثة لعب ميدو 7 مباريات من أصل 10 مباريات ليساهم في احتلال سوريا المركز الثالث في المجموعة الأولى برصيد 13 نقطة بفارق نقطتين عن صاحب المركز الثاني كوريا الجنوبية الذي تأهل مباشرة إلى نهائيات البطولة بينما انتقل سوريا إلى المرحلة الرابعة وواجه أستراليا ولعب ميدو المباراتين ولكن سوريا 2-3 في مجموع المباراتين في الوقت الإضافي.
في 5 يونيو 2016 سجل ميدو أول أهدافه الدولية وكان على الإمارات وديا.
في 13 أكتوبر 2018 أكد الجهاز الإداري لسوريا أن ميدو غادر بعثة المنتخب قبل يوم من التوجه للصين. وقال الاتحاد السوري لكرة القدم في بيان رسمي نشره على صفحته الرسمية بفيسبوك:
رد ميدو على بيان اتحاد سوريا لكرة القدم بشأن مغادرته معسكر المنتخب قائلا:

## الإنجازات

### الأندية
- القوة الجوية
  - كأس العراق (1): 2016/2015
  - كأس الاتحاد الآسيوي (1): 2016
- الكويت
  - الدوري الكويتي الممتاز (2): 2018/2017 - 2019/2018
  - كأس الأمير (2): 2018/2017 - 2019/2018
  - كأس ولي العهد (1): 2019/2018
  - كأس السوبر الكويتي (1): 2017

### المنتخبات
- سوريا
  - بطولة اتحاد غرب آسيا لكرة القدم (1): 2012